# Lhok Mambang
Lhok Mambang is een bestuurslaag in het regentschap Bireuen van de provincie Atjeh, Indonesië. Lhok Mambang telt 816 inwoners (volkstelling 2010).